# Frederik Nielsen
Frederik Løchte Nielsen (ur. 27 sierpnia 1983 w Kongens Lyngby) – duński tenisista, reprezentant kraju w Pucharze Davisa oraz Pucharze Hopmana, zwycięzca wielkoszlemowego Wimbledonu 2012 w grze podwójnej.
Wnuk duńskiego tenisisty – Kurta Nielsena.

## Kariera tenisowa
Grę rozpoczął jako pięciolatek w Lyngby Tennis Club. Był mistrzem Danii w singlu i w deblu, zarówno w hali, jak i na otwartym terenie. Nielsen uzyskał status profesjonalny w 2001 roku. Od tego czasu wielokrotnie wygrywał i osiągał finały w zmaganiach rang ATP Challenger Tour i ITF Futures w grze podwójnej, natomiast w grze pojedynczej w kategorii ATP Challenger Tour dwa razy dochodził do finału, lecz za każdym razem przegrywał. W narodowym zespole w Pucharze Davisa wystąpił po raz pierwszy w 2003 roku.
Najwyższe – 190. miejsce w singlu osiągnął podczas notowania 15 sierpnia 2011 roku. Dnia 1 kwietnia 2013 roku zanotował 17. pozycję w deblu, co było jego najwyższą lokatą.
W styczniu 2012 roku, po udanym przebrnięciu kwalifikacji, Duńczyk zadebiutował w imprezie wielkoszlemowej. W I rundzie Australian Open przegrał w trzech setach z Kevinem Andersonem. W grze podwójnej również swój udział zakończył na pierwszej rundzie.
Podczas Wimbledonu 2012 zwyciężył w zawodach gry podwójnej mężczyzn. W zawodach wystąpił dzięki dzikiej karcie przyznanej przez organizatorów. Razem z partnerem, którym był Jonathan Marray, pokonali rozstawione pary, w tym m.in. najbardziej utytułowanych deblistów – braci Bryan. W meczu o mistrzostwo zmierzyli się z Robertem Lindstedtem oraz Horią Tecău, z którymi wygrali 4:6, 6:4, 7:6(5), 6:7(5), 6:3. Łącznie w cyklu ATP Tour zwyciężył w trzech turniejach z sześciu rozegranych finałów.
W 2022 roku zakończył karierę zawodową.

### Finały w turniejach ATP Tour
| Legenda                                      |
| -------------------------------------------- |
| Wielki Szlem                                 |
| Igrzyska olimpijskie                         |
| Tennis Masters Cup / ATP Finals              |
| ATP Masters Series / ATP Tour Masters 1000   |
| ATP International Series Gold / ATP Tour 500 |
| ATP International Series / ATP Tour 250      |

#### Gra podwójna (3–3)
| Końcowy wynik | Nr | Data             | Turniej           | Nawierzchnia  | Partner          | Przeciwnicy                          | Wynik finału                  |
| ------------- | -- | ---------------- | ----------------- | ------------- | ---------------- | ------------------------------------ | ----------------------------- |
| Zwycięzca     | 1. | 7 lipca 2012     | Wimbledon, Londyn | Trawiasta     | Jonathan Marray  | Robert Lindstedt Horia Tecău         | 4:6, 6:4, 7:6(5), 6:7(5), 6:3 |
| Finalista     | 1. | 23 września 2012 | Metz              | Twarda (hala) | Johan Brunström  | Nicolas Mahut Édouard Roger-Vasselin | 6:7(3), 4:6                   |
| Finalista     | 2. | 12 stycznia 2013 | Auckland          | Twarda        | Johan Brunström  | Colin Fleming Bruno Soares           | 6:7(1), 6:7(2)                |
| Zwycięzca     | 2. | 5 stycznia 2014  | Ćennaj            | Twarda        | Johan Brunström  | Marin Draganja Mate Pavić            | 6:2, 4:6, 10–7                |
| Finalista     | 3. | 13 kwietnia 2019 | Marrakesz         | Ceglana       | Matwé Middelkoop | Jürgen Melzer Franko Škugor          | 4:6, 6:7(6)                   |
| Zwycięzca     | 3. | 5 maja 2019      | Monachium         | Ceglana       | Tim Pütz         | Marcelo Demoliner Divij Sharan       | 6:4, 6:2                      |